# Sói tấn công

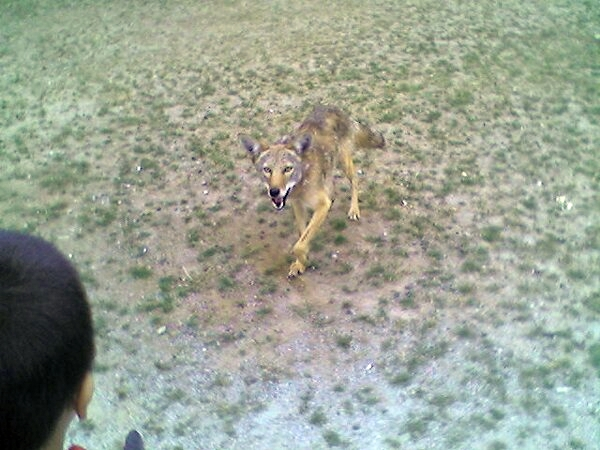
Một con sói đồng cỏ đang gầm gè dọa một trẻ em, thống kê cho thấy, 90% nạn nhân của các cuộc tấn công và ăn thịt là trẻ em dưới 18 tuổi, đặc biệt là ở độ tuổi dưới 10

Sói tấn công chỉ về những vụ tấn công lên người của các loài sói và các cuộc tấn công vào các gia súc, vật nuôi của con người. Một thống kê trên toàn thế giới năm 2002 theo nghiên cứu của Viện Nghiên cứu Thiên nhiên Na Uy cho thấy 90% nạn nhân của các cuộc tấn công và ăn thịt là trẻ em dưới 18 tuổi, đặc biệt là ở độ tuổi dưới 10. Trong những trường hợp hiếm hoi mà người lớn thiệt mạng thì nạn nhân là hầu như luôn luôn là phụ nữ. Điều này phù hợp với chiến lược săn mồi của sói, trong đó nó nhắm vào các loại con mồi yếu nhất và dễ bị tổn thương nhất. Các chuyên gia có thể phân biệt giữa các cuộc tấn công con sói bị giam cầm và hoang dã.

## Tổng quan
Nỗi sợ hãi của những con sói đã được phổ biến trong nhiều xã hội, mặc dù con người không phải là một phần của con mồi tự nhiên của con sói

### Sói xám
Sói xám nhiều nhất ở khu vực Bắc Mỹ và vùng đan xen giữa hai đại lục Á-Âu, là loài sói hung dữ, có thể tấn công con người bất kì lúc nào Các cuộc tấn công sói xám rất nguy hiểm không chỉ cho các nạn nhân, mà còn cho những kẻ tấn công, những kẻ tấn công thường sau đó bị giết, hoặc thậm chí tuyệt chủng do sự trả đũa của con người. Kết quả là, những con sói ngày nay có xu hướng sống chủ yếu xa rời những nơi con người sống hoặc né tránh con người. Quốc gia có ghi chép lịch sử nhiều vụ nhất là Pháp, nơi có gần 7.600 cuộc tấn công gây tử vong đã được ghi lại trong 1200-1920 (Xem thêm Quái thú Gévaudan).  Trong thời hiện đại, chúng xảy ra thường xuyên nhất ở Ấn Độ và các nước láng giềng. Có rất ít tài liệu lịch sử ghi lại các cuộc tấn công con sói ở Bắc Mỹ. Trong nửa thế kỷ tính đến năm 2002, đã có tám cuộc tấn công gây tử vong ở châu Âu và Nga, nhưng không có ai ở Bắc Mỹ, và hơn 200 nạn nhân ở phía nam châu Á.

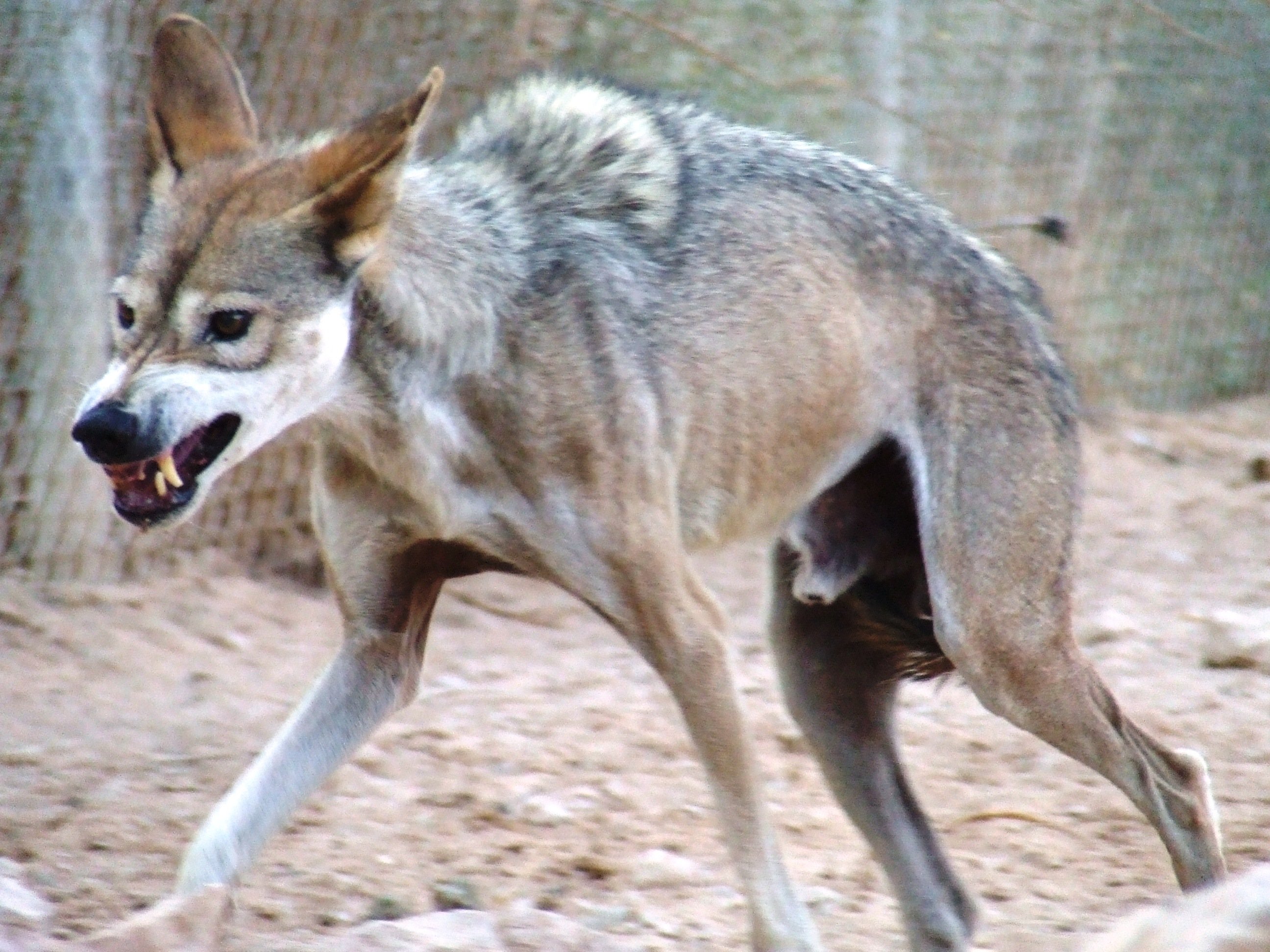
Sói xám là động vật nguy hiểm và có thể tấn công con người

Các chuyên gia phân loại những con sói tấn công thành các loại khác nhau, bao gồm cả nhiễm bệnh dại, ăn thịt người, gây hấn, và tự vệ. Con sói dại có lẽ là nguy hiểm nhất của động vật dại với vết cắn của chó sói dại là 15 lần nguy hiểm. Con sói dại thường hành động một mình, đi khoảng cách lớn và thường cắn nhiều người và vật nuôi. Hầu hết các cuộc tấn công con sói dại xảy ra trong thời gian mùa xuân và mùa thu. Không giống như các vụ tấn công ăn thịt, các nạn nhân của những con sói dại không bị ăn thịt, và các cuộc tấn công thường chỉ xảy ra trong một ngày duy nhất. Ngoài ra, các nạn nhân được chọn ngẫu nhiên, mặc dù phần lớn các trường hợp liên quan đến nam giới trưởng thành.

### Sói đồng cỏ
Ở Bắc Mỹ, Thông thường, sói đồng cỏ Bắc Mỹ rất sợ người hiếm khi chúng xuất hiện và tấn công con người, sói đồng cỏ cũng gây rất ít phiền toái đối với con người, trừ khi chúng ăn vụng thức ăn của các loài vật khác trong các nhà máy dẫn đến xung đột. Một số con sói già, yếu bệnh hoạn còn thâm nhập vào các trang trại và tấn công vào các con gia súc như cừu, dê và gây nên hoảng loạn cho con người về truyền thuyết quái vật quỷ hút máu dê. Tuy vậy loài vật này được ghi nhận là đã gây ra một số vụ tấn công nhằm vào con người, đặc biệt là ở nước Mỹ. Người ta đã chỉ ra, thủ phạm tấn công người thường xuyên chính là những con sói đồng cỏ phía Đông(Canis latrans "var.") chúng tấn công những người tham gia trong các cuộc tấn công ở phía đông bắc Bắc Mỹ, bao gồm Pennsylvania, New York, New England, và phía đông Canada.

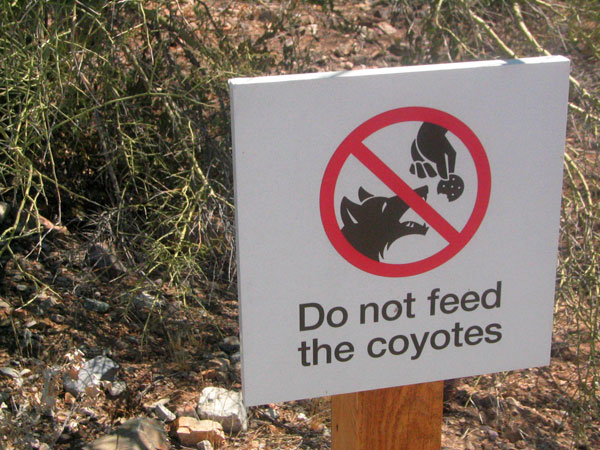
Bảng cảnh báo "Không được cho sói đồng cỏ ăn"

Nhìn chung, các cuộc tấn công sói đồng cỏ đối với con người là không phổ biến và hiếm khi gây ra thương tích nghiêm trọng, do kích thước tương đối nhỏ của sói đồng cỏ, nhưng đã ngày càng thường xuyên, đặc biệt là trong tiểu bang California. Trong khoảng 30 năm dẫn đến tháng 3 năm 2006, ít nhất 160 cuộc tấn công xảy ra ở Hoa Kỳ, chủ yếu ở khu vực Quận Los Angeles. Trong khi 41 cuộc tấn công xảy ra trong giai đoạn 1988-1997, 48 cuộc tấn công đã được xác nhận từ năm 1998 đến năm 2003. Phần lớn các sự cố xảy ra tại miền Nam California gần giao diện ngoại ô-Wildland. Tại vùng Chicago, trong vòng những năm 1990, liên tục xảy ra tình trạng những người hoặc những con vật khác bị làm phiền bởi loài sói này, nguyên nhân là do một số con chó sói bị lạc đường nên gây rối với con người.
Do kích thước nhỏ của những con sói đồng cỏ, các cuộc tấn công sói có xu hướng là một mối đe dọa lớn hơn cho trẻ em hơn thay vì là người lớn. Trong khi bộ lông rậm rạp của chúng có thể làm cho chúng nhìn khá lớn, nhưng chúng hiếm khi nặng hơn 35 £. Ngoài ra, không giống như một số con sói khác, chẳng hạn như con sói xám, sói đồng cỏ có số lượng là tương đối ít trong một đàn để săn trong điều kiện có một đàn đủ lớn để có thể hạ gục một con người hoàn toàn trưởng thành. Một sự kiện đau thương được ghi nhận là Tài năng âm nhạc người Canada là Taylor Mitchell vào năm 19 tuổi đã bất ngờ bị hai con sói đồng cỏ tấn công trong lúc đi dạo và đã qua đời do vết thương quá nặng, một trong hai con chó sói đã bị nhân viên bảo vệ bắn hạ, con kia chạy thoát.
Những con chó sói đô thị đang mất đi sự sợ hãi của chúng về con người, điều đó được cho là tiếp tục trở nên tồi tệ bởi những người cố ý hoặc vô ý chó sói đồng cỏ ăn. Trong tình huống như vậy, một số chó sói đã bắt đầu hành động tích cực đối với con người, đuổi theo người chạy bộ và đi xe đạp, người đi bộ phải đối mặt con sói và chúng rình rập trẻ em, chó sói trong các khu vực này đôi khi sẽ nhắm mục tiêu trẻ em nhỏ, chủ yếu ở độ tuổi dưới 10, mặc dù một số người lớn đã bị cắn.

### Sói lửa
Ở một số nước như Việt Nam, đã từng ghi nhận những cuộc tấn công của loài sói lửa. Khi còn phân bố đông đảo ở các vùng núi phía bắc Việt Nam, nhất là vùng Sơn La, sói lửa xung đột và gây hấn với người dân bản địa ở đây, chúng tấn công vào các làng bản và giết hại gia súc của người dân. Nguyên nhân chính là do rừng bắt đầu bị tàn phá, thú rừng bị bắn hạ nhiều, đàn sói lửa không có mồi ăn, nên chúng mới tìm đến đàn bò, đàn trâu, đàn gà, đàn lợn. Chó sói lửa là ác mộng của dân bản vùng Tây Bắc, vì nó giết hại quá nhiều trâu, bò. Có gia đình thiệt hại hàng trăm triệu vì sói ăn hết mất cả đàn trâu, bò.
Cá biệt ở bản Púm, xã Pha Kinh, Quỳnh Nhai, Sơn La giáp với vùng Huổi Luông, hầu như năm nào người dân trong bản cũng mất khoảng 20 trâu, bò, nhiều năm mất đến 40 con và có năm mất đến 50 con và hầu như nhà nào cũng từng bị thiệt hại trâu bò vì sói lửa, có ngày chúng ăn thịt liền năm con, đặc biệt là đợt tấn công mãnh liệt vào tháng 8 năm 2004, chỉ trong một buổi chiều tối đã có sáu con trâu trong đó có 05 trâu mộng, bốn con nghé, bảy con bò bị giết hại do sói lửa. Sau đó đàn sói này sau khi giết hại trâu, bò ở cánh rừng khu vực bản Púm (xã Pha Khinh), đàn sói kéo lên hướng Bắc, giết hại vô số trâu, bò ở bản Hé (xã Mường Chiên), cách huyện lỵ Quỳnh Nhai (Sơn La).

## Một số vụ việc
Năm 2012, cảnh thời tiết dị thường tiếp diễn đã cả tuần lễ ở Tadjikistan, băng giá ghê gớm dài ngày đã khiến lũ sói chuyên sống ở vùng núi giờ đây mò xuống săn mồi ở gần các điểm dân cư. Đã ghi nhận một số trường hợp sói dữ tấn công gia súc.
Tại vườn thú Belgrade, Serbia xảy ra vụ chó sói tấn công bé gái 2 tuổi. Một con sói 10 tháng tuổi được dắt đi dạo bởi một tình nguyện viên đã bất ngờ tấn công bé gái 2 tuổi. Cô bé đã được đưa đến Bệnh viện Nhi ở Belgrade ngay sau đó.
Vụ một người đàn ông ở Anh may mắn thoát chết sau khi bị một con sói xông vào nhà vệ sinh và cắn ở tay. Nạn nhân đang ngồi trong nhà vệ sinh thì con sói bất ngờ chui vào. Hoảng sợ, ông lao ra ngoài và bị con sói đuổi chạy quanh phòng khách. Con mèo cưng của gia đình, cũng bị sói tấn công nằm trên cổ nó sau khi bị cắn chảy máu. Con sói sau đó ngoạm lấy tay khiến nạn nhân chật vật mãi vẫn không thoát được. Vợ của nạn nhân cũng cố gắng giải cứu cho chồng nhưng cuối cùng lại bị con vật quay ra cắn vào ngón tay. Sau đó ông lái xe đến bệnh viện để được sơ cứu các vết rách và bầm tím trên da.
Vụ một nhân viên 30 tuổi tại vườn thủ lớn nhất Thụy Điển đã thiệt mạng sau khi cố gắng tiếp cận đàn sói và cho chúng ăn trong khu vực cách ly. Có tổng cộng tám con sói trong khu vực này và cô bị bầy sói tấn công đến chết, cô bị chúng bao vây rồi tấn công, khoảng 10 phút sau, lực lượng cứu bộ nhận được tin báo nhưng không thể tiếp cận nạn nhân do e ngại bầy sói hung hãn. Lúc đưa được thi thể nữ nhân viên bị tấn công ra khỏi chuồng thú thì đã quá muộn. Chị qua đời vì bị thương quá nặng. Vụ tấn công được phát giác khi các nhân viên trong công viên này không thể liên lạc được với nạn nhân qua bộ đàm.
Vụ sói tấn công một bà già 56 tuổi, làm nghề chăn bò ở Dagestan. Tuy nhiên con sói đã thiệt mạng vì bị bà ngoại đánh chó sói chết tại chỗ. Bà đã chụp lấy chó sói khi thấy nó tấn công một con bò của bà. Con sói nhe hàm răng sắc nhọn tấn công bà từ phía bên trái nhưng bị đáp trả bằng những cú đấm liên hồi, đến khi bị con sói lao vào cắn vào chân, bà liền vớ lấy một chiếc rìu đập mạnh vào đầu sói cho đến khi nó chết hẳn.